# Кислинский сельсовет
Кислинский сельсовет — сельское поселение в Асекеевском районе Оренбургской области Российской Федерации.
Административный центр — село Кисла.

## История
9 марта 2005 года в соответствии с законом Оренбургской области № 1893/321-III-ОЗ образовано сельское поселение Кислинский сельсовет, установлены границы муниципального образования.

## Население
| 2010 | 2012 | 2013 | 2014 | 2015 | 2016 | 2017 |
| ---- | ---- | ---- | ---- | ---- | ---- | ---- |
| 333  | ↘315 | ↘289 | ↘280 | ↘271 | ↘262 | →262 |
| 2018 | 2019 | 2020 | 2021 |      |      |      |
| ↘255 | ↗256 | ↗257 | ↘249 |      |      |      |

## Состав сельского поселения
| № | Населённый пункт | Тип населённого пункта       | Население |
| - | ---------------- | ---------------------------- | --------- |
| 1 | Кзыл-Юлдуз       | посёлок                      | 43        |
| 2 | Кисла            | село, административный центр | 267       |
| 3 | Муслимовка       | посёлок                      | 23        |
| 4 | Хлебодаровка     | посёлок                      | 0         |